# A Lombard Pápa Termál FC 2009–2010-es szezonja
Ez a szócikk a Lombard Pápa NB. I-es csapatának 2009-2010-es szezonbéli eredményeit tartalmazza, mely összességében a 3. idénye a csapatnak a magyar első osztályban. A csapat ekkor került ismét vissza az NB I-be. A klub fennállásának ekkor volt az 5. évfordulója.

## Átigazolások

### 2009 nyarán érkeztek
- Béres Ferenc Tamás (Tatabánya)
- Euloge Ahodikpe (togói, Diósgyőr, kölcsönből vissza)
- Germán Tamás (Szolnok)
- Bali Péter (Vasas – kölcsön után végleg)
- Granát Balázs (Győr – kölcsön után végleg)
- Orosz Péter (labdarúgó) (Vasas)

### 2009 nyarán távoztak
- Joós Gábor

## Soproni Liga 2009–10

### Őszi fordulók
| 1. forduló 2009. július 25. 20:00 |

| Lombard Pápa             | 0 – 1               | MTK Budapest              |
| ------------------------ | ------------------- | ------------------------- |
| Bárányos 40' Gyömbér 43' | (0 – 1) Jegyzőkönyv | Lencse 38' 54' Zsidai 36' |

| Perutz Stadion, Pápa Nézőszám: 2 000 Játékvezető: Bede Ferenc (magyar) Asszisztensek: Ring György, Iványi István |

| 2. forduló 2009. augusztus 1. 17:30 |

| Debreceni VSC                               | 2 – 0               | Lombard Pápa             |
| ------------------------------------------- | ------------------- | ------------------------ |
| Oláh 48' Coulibaly 58' Korhut 82' Fodor 85' | (0 – 0) Jegyzőkönyv | Dlusztus 30' Gyömbér 89' |

| Oláh Gábor utcai stadion, Debrecen Nézőszám: 3 000 Játékvezető: Németh Ádám (magyar) Asszisztensek: Butkai Zsolt, Tóth István |

| 3. forduló 2009. augusztus 8. 20:00 |

| Lombard Pápa                      | 0 – 1               | Videoton                                                                  |
| --------------------------------- | ------------------- | ------------------------------------------------------------------------- |
| Rajnay A. 45' Venczel B. 37′, 90′ | (0 – 0) Jegyzőkönyv | André Alves 85' Vujović, G. 21' Lipták Z. 32' Lázár P. 65' Horváth G. 86' |

| Perutz Stadion, Pápa Nézőszám: 2 500 Játékvezető: Kassai Viktor (magyar) Asszisztensek: Erős Gábor Szalai Zoltán |

| 4. forduló 2009. augusztus 16. 17:30 |

| Újpest                         | 0 – 3               | Lombard Pápa                                                                           |
| ------------------------------ | ------------------- | -------------------------------------------------------------------------------------- |
| Stokes 58' Vaskó 63' Kabát 77' | (0 – 1) Jegyzőkönyv | Bali 45' Farkas 64' (11-esből) 77' Rebryk 72' Varga 21' Tóth 36' Nagy 49' Dlusztus 51' |

| Szusza Ferenc Stadion, Budapest Nézőszám: 2 500 Játékvezető: Veizer Roland (magyar) Asszisztensek: Berettyán Péter, Horváth Róbert |

| 5. forduló 2009. augusztus 22. 20:00 |

| Lombard Pápa                                                       | 1 – 0               | Győri ETO                      |
| ------------------------------------------------------------------ | ------------------- | ------------------------------ |
| Bali 24' Dlusztus 27′ Bárányos 27' Tóth 43' Farkas 44' Heffler 74' | (1 – 0) Jegyzőkönyv | Fehér 33' Szabó 77' Koltai 83' |

| Perutz Stadion, Pápa Nézőszám: 3 500 Játékvezető: Vad II. István (magyar) Asszisztensek: Ring György, Iványi István |

| 6. forduló 2009. augusztus 29. 20:00 |

| Lombard Pápa                              | 2 – 0               | Kecskeméti TE                                                  |
| ----------------------------------------- | ------------------- | -------------------------------------------------------------- |
| Heffler 74' Tóth 89' Rebryk 78' Szűcs 87' | (0 – 0) Jegyzőkönyv | Lăzăreanu 44' Koszó 58' Farkas 71' Yannick 75' Alempijević 83' |

| Perutz Stadion, Pápa Nézőszám: 2 200 Játékvezető: Farkas Ádám (magyar) |

| 7. forduló 2009. szeptember 12. 19:00 |

| Lombard Pápa                        | 2 – 1               | Diósgyőr                                                                  |
| ----------------------------------- | ------------------- | ------------------------------------------------------------------------- |
| Heffler 12' Bali 48' 3' Gyömbér 18' | (1 – 0) Jegyzőkönyv | Ivancsics 90+3' Takács 10' Búrány 15' Huszák 33' Lippai 88′ Lakatos 90+1' |

| Perutz Stadion, Pápa Nézőszám: 2 100 Játékvezető: Sulyok Gergely (magyar) |

| 8. forduló 2009. szeptember 19. 19:00 |

| Lombard Pápa                                             | 4 – 1               | Vasas                               |
| -------------------------------------------------------- | ------------------- | ----------------------------------- |
| Bali 29' Bárányos 57' Rebryk 68' Mészáros 88' Farkas 56' | (1 – 0) Jegyzőkönyv | Divić 85' Mrđanin 10' Pavičević 44' |

| Perutz Stadion, Pápa Nézőszám: 3 000 Játékvezető: Takács János (magyar) |

| 9. forduló 2009. szeptember 26. 19:00 |

| Budapest Honvéd               | 1 – 3               | Lombard Pápa                                                |
| ----------------------------- | ------------------- | ----------------------------------------------------------- |
| Hajdú 89' Macko 52' Botis 57' | (0 – 1) Jegyzőkönyv | Bárányos 16' Orosz 48' 81' Farkas 10' Gyömbér 69' Béres 88' |

| Bozsik József Stadion, Budapest Nézőszám: 2 000 Játékvezető: Veizer Roland (magyar) |

| 10. forduló 2009. október 3. 19:00 |

| Lombard Pápa                              | 1 – 3               | Haladás                                                   |
| ----------------------------------------- | ------------------- | --------------------------------------------------------- |
| Gyömbér 59' Rajnay 50' Orosz 67' Nagy 79′ | (0 – 2) Jegyzőkönyv | Lattenstein 2' Oross 31' Rácz 88' Schimmer 51' Skriba 75' |

| Perutz Stadion, Pápa Nézőszám: 4 061 Játékvezető: Bede Ferenc (magyar) |

| 11. forduló 2009. október 16. 19:00 |

| Zalaegerszegi TE                          | 3 – 0               | Lombard Pápa                                    |
| ----------------------------------------- | ------------------- | ----------------------------------------------- |
| Magasföldi 38' 61' Rudņevs 40' Kamber 57' | (2 – 0) Jegyzőkönyv | Bárányos 57' Venczel 74' Rebryk 82' Heffler 85' |

| ZTE Aréna, Zalaegerszeg Nézőszám: 1 864 Játékvezető: Sulyok Gergely (magyar) |

| 12. forduló 2009. október 24. 17:00 |

| Lombard Pápa                                                    | 5 – 1               | Nyíregyháza Spartacus           |
| --------------------------------------------------------------- | ------------------- | ------------------------------- |
| Bárányos 47' Alex José 65' 90+1' Bali 83' Gyömbér 88' Orosz 52' | (0 – 1) Jegyzőkönyv | Andorka 39' Kovács 12' Goia 72' |

| Perutz Stadion, Pápa Nézőszám: 2 500 Játékvezető: Iványi Zoltán (magyar) |

| 13. forduló 2009. október 31. 17:00 |

| Paksi FC                            | 2 – 2               | Lombard Pápa                      |
| ----------------------------------- | ------------------- | --------------------------------- |
| Böde 34' Tököli 43' 71' Horváth 61' | (2 – 0) Jegyzőkönyv | Bali 65' Alex José 75' Žuļevs 86' |

| Fehérvári úti stadion, Paks Nézőszám: 1 500 Játékvezető: Veizer Roland (magyar) |

| 14. forduló 2009. november 7. 17:30 |

| Lombard Pápa | 0 – 1               | Ferencváros        |
| ------------ | ------------------- | ------------------ |
| Farkas 90+4' | (0 – 0) Jegyzőkönyv | Wolfe 71' Rósa 83' |

| Perutz Stadion, Pápa Nézőszám: 5 000 Játékvezető: Arany Tamás (magyar) |

| 15. forduló 2009. november 22. 17:30 |

| Kaposvári Rákóczi                          | 3 – 1               | Lombard Pápa                                                |
| ------------------------------------------ | ------------------- | ----------------------------------------------------------- |
| Nikolics 11' 87' 12' Maróti 19' Petrók 51' | (2 – 1) Jegyzőkönyv | Bárányos 15' 90' Heffler 45' Granát 65' Rajnay 77′ Tóth 84′ |

| Rákóczi Stadion, Kaposvár Nézőszám: 2 000 Játékvezető: Kassai Viktor (magyar) |

### Tavaszi fordulók
| 16. forduló 2010. február 27. 14:00 |

| MTK Budapest | 0 – 0               | Lombard Pápa |
| ------------ | ------------------- | ------------ |
|              | (0 – 0) Jegyzőkönyv | Venczel 38'  |

| Hidegkuti Nándor Stadion, Budapest Nézőszám: 300 Játékvezető: Berger József (magyar) |

| 17. forduló 2010. március 7. 17:30 |

| Lombard Pápa          | 1 – 5               | Debreceni VSC                                                                                            |
| --------------------- | ------------------- | --- |
| Farkas 11' (11-esből) | (1 – 4) Jegyzőkönyv | Rudolf 18' Tóth 22' (öngól) Mijadinoszki 40' 11' Szakály 45' Czvitkovics 90+2' Luis Ramos 54' Laczkó 80' |

| Perutz Stadion, Pápa Nézőszám: 4 000 Játékvezető: Iványi Zoltán (magyar) |

| 18. forduló 2010. március 13. 15:00 |

| Videoton                                                       | 2 – 0               | Lombard Pápa                                                |
| -------------------------------------------------------------- | ------------------- | ----------------------------------------------------------- |
| André Alves 12' Nikolics N. 55' Szakály D. 84' Lipták Z. 90+1' | (1 – 0) Jegyzőkönyv | Rebryk, D. 29' Rajnay A. 51' Dlusztus A. 79′ Abwo, D. 90+1′ |

| Sóstói Stadion, Székesfehérvár Nézőszám: 2 000 Játékvezető: Fábián Mihály (magyar) Asszisztensek: Ortó Gyula Varga Zsolt dr. |

| 19. forduló 2010. március 21. 17:30 |

| Lombard Pápa                     | 1 – 0               | Újpest                                                         |
| -------------------------------- | ------------------- | -------------------------------------------------------------- |
| Tóth 38' 28' Varga 62' Szűcs 86' | (1 – 0) Jegyzőkönyv | Varga 20' Rajczi 63′ Kabát 71' Vaskó 81' Millar 83' Vermes 87' |

| Perutz Stadion, Pápa Nézőszám: 3 500 Játékvezető: Kassai Viktor (magyar) |

| 20. forduló 2010. március 27. 16:00 |

| Győri ETO                                                 | 1 – 1               | Lombard Pápa                                |
| --------------------------------------------------------- | ------------------- | ------------------------------------------- |
| Kink 41' Kiss 12' Alekszidze 56' Szabó 64' Pilibaitis 75' | (1 – 0) Jegyzőkönyv | Orosz 81' 62' Tóth 44' Farkas 75' Varga 88' |

| ETO Park, Győr Nézőszám: 2 500 Játékvezető: Vad II. István (magyar) |

| 21. forduló 2010. április 3. 15:00 |

| Kecskeméti TE                                                         | 2 – 2               | Lombard Pápa                    |
| --------------------------------------------------------------------- | ------------------- | ------------------------------- |
| Montvai 15' Csordás 18' Čukić 22' Vörös 25' Szűcs 59' Alempijević 64' | (2 – 1) Jegyzőkönyv | Varga 12' Bárányos 89' Tóth 58' |

| Széktói Stadion, Kecskemét Nézőszám: 3 000 Játékvezető: Miquel Alvaro Garcia (chilei) |

| 22. forduló 2010. április 10. 18:00 |

| Diósgyőr                         | 3 – 0               | Lombard Pápa                               |
| -------------------------------- | ------------------- | ------------------------------------------ |
| Lippai 6' Brnović 38' Búrány 89' | (2 – 0) Jegyzőkönyv | Venczel 17' Bali 44' Rajnay 71' Farkas 74' |

| DVTK-stadion, Miskolc Nézőszám: 4 000 Játékvezető: Sulyok Gergely (magyar) |

| 23. forduló 2010. április 17. 18:00 |

| Vasas                        | 2 – 2               | Lombard Pápa                                                |
| ---------------------------- | ------------------- | ----------------------------------------------------------- |
| ben Únesz 17' 24' Hrepka 82' | (1 – 1) Jegyzőkönyv | Abwo 21' 52' Rebryk 33' Bali 36' Dlusztus 84' Jovánczai 85' |

| Illovszky Rudolf Stadion, Budapest Nézőszám: 1 800 Játékvezető: Veizer Roland (magyar) |

| 24. forduló 2010. április 24. 17:00 |

| Lombard Pápa                                           | 0 – 3               | Budapest Honvéd                                           |
| ------------------------------------------------------ | ------------------- | --------------------------------------------------------- |
| Bali 14′ Farkas 44' Gyömbér 53' Bárányos 77' Sarus 90' | (0 – 1) Jegyzőkönyv | Abraham 44' Diego 63' Bajner 83' Debreceni 8' Akassou 75' |

| Perutz Stadion, Pápa Nézőszám: 2 500 Játékvezető: Farkas Ádám (magyar) |

| 25. forduló 2010. május 1. 18:00 |

| Haladás                                                                         | 4 – 2               | Lombard Pápa                                                                               |
| ------------------------------------------------------------------------------- | ------------------- | ------------------------------------------------------------------------------------------ |
| Tóth 23' (11-esből) Halmosi 29' Kenesei 81' (11-esből) 87' Sipos 35' Iszlai 73' | (2 – 1) Jegyzőkönyv | Jovánczai 30' Simon 75' (öngól) Szűcs 22' Tóth 46' Abwo 69' Varga 69' Farkas 80' Sarus 80′ |

| Rohonci úti stadion, Szombathely Nézőszám: 6 000 Játékvezető: Vad II. István (magyar) |

| 26. forduló 2010. május 5. 19:00 |

| Lombard Pápa                                   | 1 – 2               | Zalaegerszegi TE                                                |
| ---------------------------------------------- | ------------------- | --------------------------------------------------------------- |
| Rebryk 35' Rajnay 54' Gyömbér 59' Bárányos 76' | (1 – 1) Jegyzőkönyv | Balázs 26' Horváth 66' 75′ Bogunović 58' Rudņevs 76' Szalai 89' |

| Perutz Stadion, Pápa Nézőszám: 2 000 Játékvezető: Miquel Alvaro Garcia (chilei) |

| 27. forduló 2010. május 8. 18:00 |

| Nyíregyháza Spartacus                                     | 3 – 1               | Lombard Pápa             |
| --------------------------------------------------------- | ------------------- | ------------------------ |
| Andorka 41' 66' Miskolczi 65' (11-esből) Abdelali 73' 73' | (1 – 0) Jegyzőkönyv | Gyömbér 58' Mészáros 85' |

| Nyíregyháza Városi Stadion, Nyíregyháza Nézőszám: 1 500 Játékvezető: Kassai Viktor (magyar) |

| 28. forduló 2010. május 15. 18:00 |

| Lombard Pápa                                        | 1 – 0               | Paksi FC                       |
| --------------------------------------------------- | ------------------- | ------------------------------ |
| Éger 59' (öngól) Venczel 23' Granát 60' Gyömbér 87' | (0 – 0) Jegyzőkönyv | Éger 2' Horváth 24' Völgyi 36' |

| Perutz Stadion, Pápa Nézőszám: 1 000 Játékvezető: Veizer Roland (magyar) |

| 29. forduló 2010. május 18. 18:00 |

| Ferencváros                     | 2 – 0               | Lombard Pápa |
| ------------------------------- | ------------------- | ------------ |
| Elding 42' Gárdos 76' Wolfe 75' | (1 – 0) Jegyzőkönyv | Venczel 31'  |

| Albert Flórián Stadion, Budapest Nézőszám: 3 000 Játékvezető: Németh Ádám (magyar) |

| 30. forduló 2010. május 23. 17:30 |

| Lombard Pápa                                             | 3 – 1               | Kaposvári Rákóczi                |
| -------------------------------------------------------- | ------------------- | -------------------------------- |
| Szabó 3' Jovánczai 73' Abwo 89' Quintero 27' Gyömbér 39' | (1 – 0) Jegyzőkönyv | Maróti 34' Gujić 68' Horváth 86' |

| Perutz Stadion, Pápa Nézőszám: 2 000 Játékvezető: Takács János (magyar) |

### Végeredmény
| #   | Csapat                    | M  | GY | D  | V  | G+ – G– | GK  | P  | Megjegyzések                                   |
| --- | ------------------------- | -- | -- | -- | -- | ------- | --- | -- | ---------------------------------------------- |
| 1.  | Debreceni VSCCV (B, KGY)  | 30 | 20 | 2  | 8  | 63–37   | +26 | 62 | 2010–2011-es Bajnokok Ligája – 2. selejtezőkör |
| 2.  | Videoton (I)              | 30 | 18 | 7  | 5  | 59–31   | +28 | 61 | 2010–2011-es Európa-liga – 2. selejtezőkör     |
| 3.  | Győri ETO (I)             | 30 | 15 | 12 | 3  | 38–18   | +20 | 57 | 2010–2011-es Európa-liga – 1. selejtezőkör     |
| 4.  | Újpest                    | 30 | 17 | 4  | 9  | 49–39   | +10 | 55 |                                                |
| 5.  | Zalaegerszegi TE (I)      | 30 | 15 | 8  | 7  | 59–45   | +14 | 53 | 2010–2011-es Európa-liga – 1. selejtezőkör     |
| 6.  | MTK Budapest              | 30 | 12 | 7  | 11 | 52–41   | +11 | 43 |                                                |
| 7.  | FerencvárosÚ              | 30 | 10 | 11 | 9  | 34–35   | −1  | 41 |                                                |
| 8.  | Haladás                   | 30 | 10 | 9  | 11 | 46–49   | −3  | 39 |                                                |
| 9.  | Budapest HonvédK          | 30 | 9  | 11 | 10 | 38–35   | +3  | 38 |                                                |
| 10. | Kecskeméti TE             | 30 | 10 | 7  | 13 | 50–56   | −6  | 37 |                                                |
| 11. | Lombard PápaÚ             | 30 | 10 | 5  | 15 | 39–50   | −11 | 35 |                                                |
| 12. | Kaposvári Rákóczi         | 30 | 8  | 8  | 14 | 38–50   | −12 | 32 |                                                |
| 13. | Vasas                     | 30 | 8  | 7  | 15 | 39–61   | −22 | 31 |                                                |
| 14. | Paksi FC                  | 30 | 7  | 10 | 13 | 31–44   | −13 | 31 |                                                |
| 15. | Nyíregyháza Spartacus (K) | 30 | 6  | 9  | 15 | 41–60   | −19 | 27 | NB II                                          |
| 16. | Diósgyőr (K)              | 30 | 4  | 5  | 21 | 31–56   | −25 | 17 | NB II                                          |

Forrás: MLSZ adatbank 
A rangsorolás alapszabályai: 1. összpontszám, 2. győzelmek száma, 3. gólkülönbség, 4. szerzett gólok száma, 5. egymás elleni eredmények összpontszáma,  6. egymás elleni eredmények gólkülönbsége, 7. egymás elleni eredmények szerzett góljainak száma, 8. egymás elleni eredmények idegenben szerzett góljainak száma.
Mivel a bajnok Debreceni VSC nyerte 2009–2010-es magyar kupát, így a bajnoki ezüstérmes Videoton a 2010–2011-es Európa-liga 2. selejtezőkörében, míg a kupadöntőt elbukó Zalaegerszegi TE és a Győri ETO a 2010–2011-es Európa-liga 1. selejtezőkörében jogosult indulni.
(B): Bajnokcsapat, (K): Kieső csapat, (F): Feljutó csapat, (I): Kupainduló, (R): A rájátszás győztese, (KGY): Kupagyőztes

### Az eredmények összesítése
Az alábbi táblázatban összesítve szerepelnek a Lombard Pápa Termál FC 2009/10-es bajnokságban elért eredményei.
| Ősz/tavasz (forduló)    | Otthon | Otthon | Otthon | Otthon | Otthon | Otthon | Otthon | Idegenben | Idegenben | Idegenben | Idegenben | Idegenben | Idegenben | Idegenben |
| Ősz/tavasz (forduló)    | M      | GY     | D      | V      | LG–KG  | GK     | P      | M         | GY        | D         | V         | LG–KG     | GK        | P         |
| ----------------------- | ------ | ------ | ------ | ------ | ------ | ------ | ------ | --------- | --------- | --------- | --------- | --------- | --------- | --------- |
| Őszi szezon (1–15.)     | 9      | 5      | 0      | 4      | 15–9   | +6     | 15     | 6         | 2         | 1         | 3         | 9–11      | –2        | 7         |
| Tavaszi szezon (16–30.) | 6      | 3      | 0      | 3      | 7–11   | –4     | 9      | 9         | 0         | 4         | 5         | 8–19      | –11       | 4         |
| Összesen (1–30.)        | 15     | 8      | 0      | 7      | 22–20  | +2     | 24     | 15        | 2         | 5         | 8         | 17–30     | –13       | 11        |

### Helyezések fordulónként
| Forduló  | 1  | 2  | 3  | 4  | 5  | 6  | 7  | 8  | 9  | 10 | 11 | 12 | 13 | 14 | 15 | 16 | 17 | 18 | 19 | 20 | 21 | 22 | 23 | 24 | 25 | 26 | 27 | 28 | 29 | 30 |
| -------- | -- | -- | -- | -- | -- | -- | -- | -- | -- | -- | -- | -- | -- | -- | -- | -- | -- | -- | -- | -- | -- | -- | -- | -- | -- | -- | -- | -- | -- | -- |
| Helyszín | O  | I  | O  | I  | O  | O  | O  | O  | I  | O  | I  | O  | I  | O  | I  | I  | O  | I  | O  | I  | I  | I  | I  | O  | I  | O  | I  | O  | I  | O  |
| Eredmény | V  | V  | V  | GY | GY | GY | GY | GY | GY | V  | V  | GY | D  | V  | V  | D  | V  | V  | GY | D  | D  | V  | D  | V  | V  | V  | V  | GY | V  | GY |
| Helyezés | 13 | 14 | 16 | 11 | 10 | 6  | 6  | 5  | 3  | 5  | 5  | 4  | 4  | 6  | 7  | 8  | 8  | 8  | 7  | 7  | 7  | 8  | 7  | 9  | 12 | 12 | 12 | 10 | 11 | 11 |

Helyszín: O = Otthon; I = Idegenben. Eredmény: GY = Győzelem; D = Döntetlen; V = Vereség.

## Magyar kupa
| 3. forduló 2009. szeptember 16. 15:30 |

| Győri ETO II                | 0 – 2               | Lombard Pápa                        |
| --------------------------- | ------------------- | ----------------------------------- |
| Póti 34' Lortkiphanidze 47' | (0 – 2) Jegyzőkönyv | Farkas 4' Dlusztus 42' 57' Nagy 51' |

| ETO Park, Győr Játékvezető: Kovács Gábor (magyar) |

| 4. forduló 2009. szeptember 30. 15:00 |

| FC Tatabánya                                          | 1 – 2               | Lombard Pápa                                                |
| ----------------------------------------------------- | ------------------- | ----------------------------------------------------------- |
| Farkas V. 65' 80' Mátyus 10' Farkas J. 40' Kovács 66' | (0 – 1) Jegyzőkönyv | Bali 20' Heffler 90+2' 11' Szűcs 12' Dlusztus 65' Orosz 75' |

| Grosics Gyula Stadion, Tatabánya Nézőszám: 500 Játékvezető: Farkas Ádám (magyar) |

| 5. forduló, első mérkőzés 2009. október 21. 18:00 |

| Videoton                                                                       | 3 – 0               | Lombard Pápa                             |
| ------------------------------------------------------------------------------ | ------------------- | ---------------------------------------- |
| Sitku I. 40' Szakály D. 71' Alison Silva 86' 83' Lipták Z. 35' Purović, M. 57′ | (1 – 0) Jegyzőkönyv | Heffler N. 68' Tóth G. 77' Farkas A. 87′ |

| Sóstói Stadion, Székesfehérvár Nézőszám: 1 000 Játékvezető: Takács János (magyar) Asszisztensek: L. Tóth Lajos Márkus Tamás |

| 5. forduló, visszavágó 2009. október 28. 17:00 |

| Lombard Pápa                                               | 0 – 0               | Videoton                                         |
| ---------------------------------------------------------- | ------------------- | ------------------------------------------------ |
| Rebryk, D. 22' Bárányos Zs. 30' Tóth G. 44' Gyömbér G. 82' | (0 – 0) Jegyzőkönyv | Lipták Z. 27' Milanović, D. 72' Alison Silva 84' |

| Perutz Stadion, Pápa Nézőszám: 400 Játékvezető: Kiss Norbert (magyar) Asszisztensek: Kepe Arnold Szalai Dániel |

## Ligakupa

### Csoportkör (B csoport)
| 1. forduló 2009. július 22. 18:00 |

| Paksi FC                | 1 – 1               | Lombard Pápa                      |
| ----------------------- | ------------------- | --------------------------------- |
| Tököli 18' 37' Böde 68′ | (1 – 1) Jegyzőkönyv | Bárányos 34' Venczel 83' Tóth 89' |

| Fehérvári úti stadion, Paks Játékvezető: Sulyok Gergely (magyar) |

| 2. forduló 2009. július 29. 18:00 |

| Lombard Pápa                 | 5 – 2               | Zalaegerszegi TE                                       |
| ---------------------------- | ------------------- | ------------------------------------------------------ |
| Béres 41' Bali 74' Sarus 85' | (2 – 1) Jegyzőkönyv | Magasföldi 27' Polareczki 90+2' Kocsis 49' Schultz 63' |

| Perutz Stadion, Pápa Játékvezető: Oláh Gábor (magyar) |

- A jegyzőkönyvből nem derül ki az összes gólszerző.

| 3. forduló 2009. augusztus 5. 18:00 |

| Lombard Pápa                              | 0 – 1               | Kaposvári Rákóczi                                          |
| ----------------------------------------- | ------------------- | ---------------------------------------------------------- |
| Béres 45' Kiss 52' Venczel 81' Rebryk 87' | (0 – 1) Jegyzőkönyv | Reszli 40' Graszl 29' Pintér 44' Kulcsár 70' Keresztes 75' |

| Perutz Stadion, Pápa Játékvezető: Becséri Dániel (magyar) |

| 4. forduló 2009. augusztus 19. 16:30 |

| Győri ETO                                | 4 – 1               | Lombard Pápa              |
| ---------------------------------------- | ------------------- | ------------------------- |
| Brnović 7' Bicák 36' Völgyi 45' Copa 65' | (3 – 0) Jegyzőkönyv | Orosz 60' 55' Venczel 38' |

| ETO Park, Győr Játékvezető: Sulyok Gergely (magyar) |

| 5. forduló 2009. augusztus 25. 18:00 |

| Lombard Pápa                                                            | 2 – 2               | Videoton                       |
| ----------------------------------------------------------------------- | ------------------- | ------------------------------ |
| Tóth G. 65' Béres F. 73' Rebryk, D. 38' Dlusztus A. 82' Mészáros M. 90' | (0 – 1) Jegyzőkönyv | Szakály D. 4' Alison Silva 90' |

| Perutz Stadion, Pápa Játékvezető: Oláh Gábor (magyar) Asszisztensek: Szalai Zoltán ifj. Varga Gábor |

| 6. forduló 2009. szeptember 23. 17:00 |

| Lombard Pápa               | 0 – 2               | Paksi FC                                           |
| -------------------------- | ------------------- | -------------------------------------------------- |
| Dlusztus 33' Alex José 38′ | (0 – 0) Jegyzőkönyv | Gévay 53' 53' Weitner 65' 60' Vári 24' Nikolov 49' |

| Perutz Stadion, Pápa Játékvezető: Gyarmati II. Tibor (magyar) |

| 7. forduló 2009. november 4. 13:00 |

| Zalaegerszegi TE                        | 4 – 2               | Lombard Pápa                  |
| --------------------------------------- | ------------------- | ----------------------------- |
| Todorović 66' Illés 71' Vittman 75' 78' | (0 – 1) Jegyzőkönyv | Gahwagi 2' Tóth 60' Sipos 65' |

| ZTE Aréna, Zalaegerszeg Játékvezető: Király Gergő (magyar) |

| 8. forduló 2009. november 14. 13:30 |

| Kaposvári Rákóczi                        | 2 – 1               | Lombard Pápa                          |
| ---------------------------------------- | ------------------- | ------------------------------------- |
| Lambulić 68' Németh 90+2' Marković 90+1' | (0 – 1) Jegyzőkönyv | Gahwagi 17' Mészáros 65' Dlusztus 67' |

| Rákóczi Stadion, Kaposvár Játékvezető: Erdős József (magyar) |

| 9. forduló 2009. november 28. 13:00 |

| Lombard Pápa         | 0 – 3               | Győri ETO                                            |
| -------------------- | ------------------- | ---------------------------------------------------- |
| Rajnay 37' Sipos 76' | (0 – 1) Jegyzőkönyv | Pilibaitis 21' Fehér 55' Sharashenidze 85' Berde 81' |

| Perutz Stadion, Pápa Játékvezető: Berke Balázs (magyar) |

| 10. forduló 2009. december 5. 13:00 |

| Videoton                                                                                     | 5 – 0               | Lombard Pápa                               |
| -------------------------------------------------------------------------------------------- | ------------------- | ------------------------------------------ |
| Sitku I. 3' André Alves 49' Nagy D. 74' 26' Vujović, G. 87' 89' Lázár P. 25' Ponczók Cs. 60' | (1 – 0) Jegyzőkönyv | Németh M. 36' Fazekas N. 44' András D. 89' |

| Sóstói Stadion, Székesfehérvár Játékvezető: Oláh Gábor (magyar) Asszisztensek: Farkas Balázs ifj. Varga Gábor |

### A B csoport végeredménye
| Színmagyarázat | Színmagyarázat                                                 |
| -------------- | -------------------------------------------------------------- |
|                | A csoportelső és csoportmásodik bejutott a középdöntőbe.       |
|                | A csoport többi helyezettje nem folytathatta a kupaszereplést. |

| Csapat            | M  | Gy | D | V | G+ | G– | Gk  | P  |
| ----------------- | -- | -- | - | - | -- | -- | --- | -- |
| Videoton          | 10 | 5  | 4 | 1 | 19 | 7  | +12 | 19 |
| Paksi FC          | 10 | 5  | 2 | 3 | 16 | 11 | +5  | 17 |
| Zalaegerszegi TE  | 10 | 5  | 1 | 4 | 17 | 17 | 0   | 16 |
| Győri ETO         | 10 | 4  | 4 | 2 | 18 | 11 | +7  | 16 |
| Kaposvári Rákóczi | 10 | 3  | 1 | 6 | 9  | 19 | –10 | 10 |
| Lombard Pápa      | 10 | 1  | 2 | 7 | 12 | 26 | –14 | 5  |

## Lásd még
- Lombard Pápa Termál FC
- 2009–2010-es magyar labdarúgó-bajnokság (első osztály)